# Кродерс, Янис
Я́нис Кро́дерс (латыш. Jānis Kroders; 2 февраля 1935 — 6 сентября 2016, Латвия) — латвийский и советский баскетболист и баскетбольный судья. Почётный член Латвийского баскетбольного союза.
В конце 1950-х играл в лиепайской баскетбольной команде «Даугава», позднее посвятил себя судейской карьере. C 1992 по 1996 год Янис Кродерс — главный судья латвийской баскетбольной лиги. С 1996 по 2005 год — главный судья женской баскетбольной лиги Латвии.
Был женат на Сильвии Кродере, чемпионке мира по баскетболу 1967 года.